# AeroAndinas
AeroAndinas fue una línea aérea venezolana con sede en el Estado Táchira, específicamente en el Aeropuerto Internacional "Francisco García de Hevia" de La Fría, en la población de La Fría Estado Táchira. Contaba con una flota de tres aviones Jetstream J-31, con capacidad para 19 pasajeros cada uno.

## Antiguos destinos
| Países    | Destinos                       | Aeropuertos                                        |
| --------- | ------------------------------ | -------------------------------------------------- |
| Venezuela | La Fría, Táchira               | Aeropuerto Internacional Francisco García de Hevia |
| Venezuela | Punto Fijo, Falcón             | Aeropuerto Internacional Josefa Camejo             |
| Venezuela | Maracaibo, Zulia               | Aeropuerto Internacional de La Chinita             |
| Venezuela | Mérida, Mérida                 | Aeropuerto Alberto Carnevalli                      |
| Venezuela | Santa Bárbara del Zulia, Zulia | Aeropuerto Miguel Urdaneta Fernández               |